# Puntius disa
Puntius disa е вид лъчеперка от семейство Шаранови (Cyprinidae). Видът е критично застрашен от изчезване.